# Aitrang
Aitrang är en kommun och ort i Landkreis Ostallgäu i Regierungsbezirk Schwaben i förbundslandet Bayern i Tyskland.
Kommunen ingår i kommunalförbundet Biessenhofen tillsammans med kommunerna Bidingen, Biessenhofen och Ruderatshofen.